# Platyptilia davisi
Platyptilia davisi là một loài bướm đêm thuộc họ Pterophoridae. Loài này có ở Chile.
Sải cánh dài khoảng 22 mm. Con trưởng thành bay vào tháng 1.